# Diablo III: Rise of the Necromancer
Diablo III: Rise of the Necromancer este un pachet de expansiune cu conținut descărcabil pentru jocul video de rol de acțiune Diablo III. A fost anunțat la BlizzCon 2016. A fost lansat digital pentru PC, Mac și console de ultimă generație la 27 iunie 2017. Pachetul adaugă clasa Necromant la Diablo III.

## Gameplay
Pachetul adaugă două file de stocare suplimentare și sloturi pentru personaje; împreună cu alte articole cosmetice. Această nouă clasă folosește un stil de joc controlat centrat pe vrăji care folosesc sânge și oase. Au fost adăugate arme și armuri suplimentare, inclusiv coase și filacterii. Diablo III: Rise of the Necromancer Patch 2.6.0 aduce multe funcții noi în joc, cum ar fi clasa Necromant, Challenge Rifts, noi zone și recompense. Challenge Rifts este un mod de joc care le permite jucătorilor să exploreze noi versiuni care au fost create de alți jucători. În fiecare săptămână sunt prezentate o nouă clasă și o temniță. Jucătorul trebuie să termine Challenge Rifts mai repede decât jucătorul inițial pentru a primi un cache special Horadrim.